# Stirniene (stacja kolejowa)
Stirniene (ros. Стирниене) – stacja kolejowa w miejscowości Stirniene, w gminie Varakļāni, na Łotwie.
W 1921 zmieniono nazwę stacji z Aizkalnieši (ros. Айзкалниеши) na obecną.